# Grete Tschaplowitz-Seifert
Grete Tschaplowitz-Seifert (* 17. Januar 1889 in Proskau, Provinz Schlesien; † 14. September 1977 in Naumburg) war eine deutsche Bildhauerin, Malerin und Grafikerin.

## Leben und Werk
Der Vater von Grete Tschaplowitz-Seifert war promovierter Naturwissenschaftler und betrieb später eine Apotheke. Die Familie zog noch in der Kindheit von Grete Tschaplowitz-Seifert nach Sachsen. Hier absolvierte sie als eine der ersten Frauen das Gymnasium. Danach studierte sie an der Staatlichen Akademie für Graphische Künste und Buchgewerbe in Leipzig. Sie hatte anfangs Malerin werden wollen und war eine Anhängerin von Ferdinand Hodler, ging dann aber in das Bildhauer-Atelier. Dort lernte sie den Maler Carl Seifert (1896–1982) kennen, den sie heiratete. 1919 wurde ihr Sohn Peter geboren.
Nach dem Studium lebte und arbeitete sie als freischaffende Künstlerin in Leipzig. 1928 erhielt sie als einzige Frau unter 80 männlichen Mitbewerbern den Auftrag für ein Schubert-Denkmal in Leipzig. Es war dies das erste Denkmal, das in der Stadt nach Kriegsende erbaut wurde. Es folgten Aufträge für Bildnisse von Leipziger Persönlichkeiten und für Monumentalplastiken an städtischen und Industriegebäuden und in öffentlichen Anlagen.
Grete Tschaplowitz-Seifert war Mitglied des Sächsischen Kunstvereins und in der Zeit des Nationalsozialismus  obligatorisch Mitglied der Reichskammer der bildenden Künste, wobei sie sich mehr als zum Überleben nötig war von der nationalsozialistischen Propagandamaschinerie einspannen ließ. Ab 1943 lebte und arbeitete sie in Naumburg. Dort gehörte sie einer Gruppe von Künstlern um Fritz Rentsch an.
Nach dem Ende des Zweiten Weltkrieges arbeitete sie in Naumburg in einer Ateliergemeinschaft mit Bernd Grothe weiter als freie Künstlerin. Sie war Mitglied des Verbands Bildender Künstler der DDR und machte vorrangig Auftragsarbeiten für staatliche Einrichtungen. Ihre Reliefs im Stil des sozialistischen Realismus sah sie selbst sehr kritisch. Daneben entstand ein umfangreiches malerisches Werk. Arbeiten von Grete Tschaplowitz-Seifert befinden sich u. a. im Leipziger Museum der bildenden Künste.

## Darstellung Grete Tschaplowitz in der bildenden Kunst
- Bernd Grothe: Bildhauerin Grete Tschaplowitz bei der Arbeit (Öl, 100 × 80 cm)
- Wilhelm Schmied: Bildhauerin Tschaplowitz (Öl, 115 × 100 cm)[1]

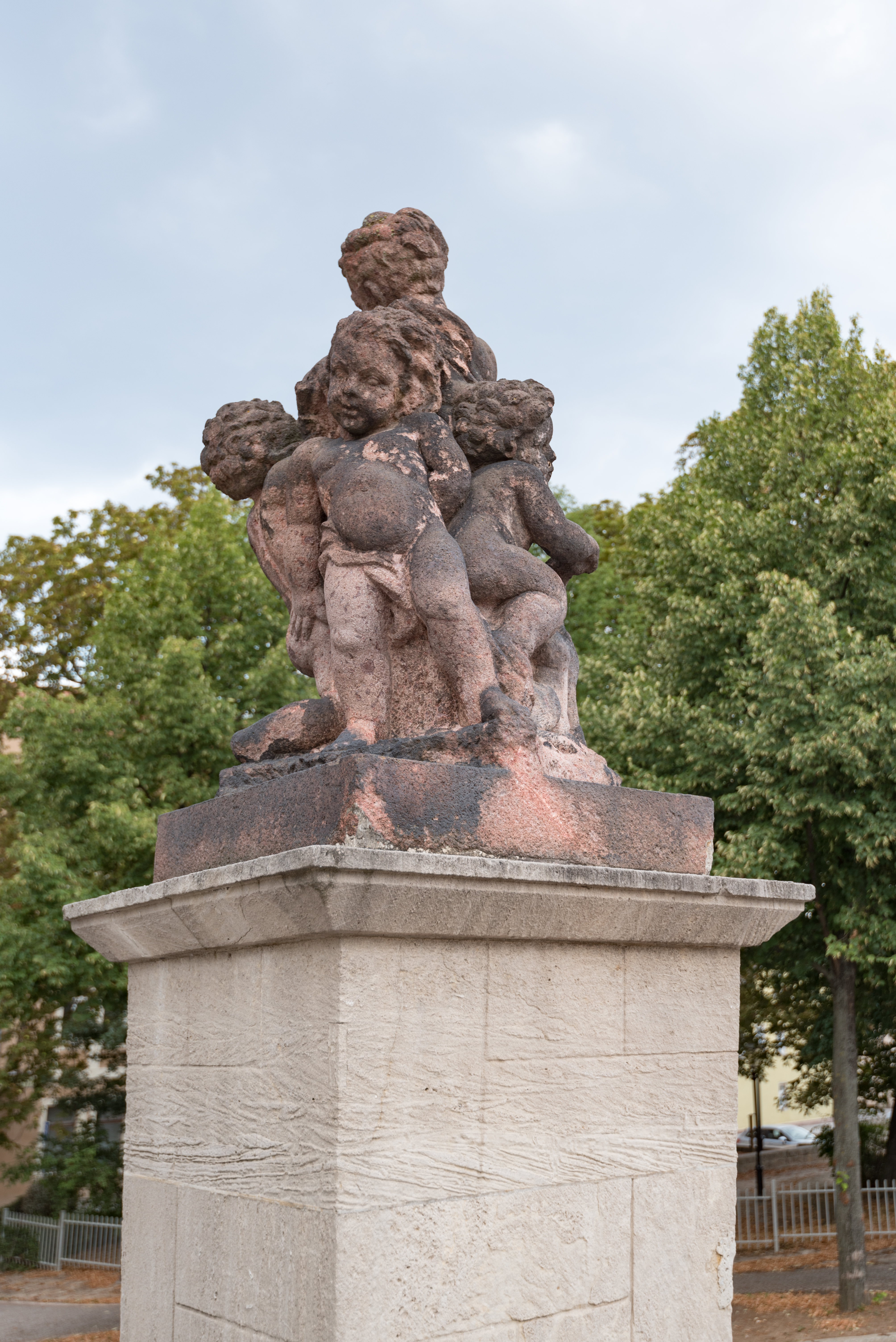
Spielende Kinder (Figurengruppe, Sandstein, 1953; Stadtgebiet von Naumburg)

## Werke (Auswahl)

### Bildhauerei (Auswahl)
- Mein Vater (Porträtbüste, Marmor)[2]
- Bildnis des Sohnes Peter (Bronze, um 1925)[3]
- Schubert-Stele (Granit, 1929; Leipzig, heutiger Clara-Zetkin-Park)[4]
- Reichsorganisationsleiter Ley (Büste, Bronze; ausgestellt 1938 auf der Großen Deutschen Kunstausstellung in München)[5]
- Clara Zetkin (Porträtbüste, Marmor)[6][7]
- Architekt K. N. von der Bauakademie (Porträtbüste, Gips)[8][7]
- Pieta (Holz nach einem Entwurf in Ton, 1960er Jahre; im Eingangsbereich der Pfarrkirche St. Peter und Paul in Naumburg)[9]

## Ausstellungen (unvollständig)

### In der Zeit des Nationalsozialismus
- 1934: Dresden, Brühlsche Terrasse („Sächsische Aquarell-Ausstellung“)
- 1938: München (Große Deutsche Kunstausstellung)
- 1938/1939: Leipzig, Leipziger Kunstverein („Jahresschau Leipziger Künstler“)
- 1940: Leipzig, Museum der bildenden Künste („Große Leipziger Kunstausstellung“)
- 1942: Beuthen, Oberschlesisches Landesmuseum („Oberschlesische Kunstausstellung“)
- 1943: Dresden, Brühlsche Terrasse („Kunstausstellung Gau Sachsen“)

### In der Sowjetischen Besatzungszone
- 1946: Halle/Saale (Kunstausstellung der Provinz Sachsen)[10],
- 1946/1947: Leipzig, Museum der bildenden Künste Leipzig („Mitteldeutsche Kunst“)[11]
- 1948: Halle/Saale („Große Kunstausstellung Sachsen-Anhalt“)[12]
- 1969: Leipzig, Messehaus am Markt („Kunst und Sport“)